# رنف مخملي
رنف مخملي (الاسم العلمي: Delonix velutina)، نوع من نباتات فصيلة البقولية. يوجد فقط في مدغشقر.